# Myzia pullata
Myzia pullata – gatunek chrząszcza z rodziny biedronkowatych.

## Taksonomia
Gatunek ten opisany został po raz pierwszy w 1824 roku przez Thomasa Saya pod nazwą Coccinella pullata. Do rodzaju Mysia przeniósł go w 1873 roku George Robert Crotch, natomiast kombinację Myzia pullata podał jako pierwszy Joe Belicek w 1976 roku. Epitet gatunkowy oznacza po łacinie „ciemna”.

## Morfologia
Chrząszcz o owalnym w zarysie, silnie wysklepionym ciele długości od 6,5 do 8 mm i szerokości od 5,2 do 6 mm. Przedplecze jest w części środkowej ciemnobrązowe, zaś po bokach ma szerokie, białe obrzeżenia. Pośrodku białych obrzeżeń występuje para ciemnobrązowych plamek, zwykle połączonych z ciemnobrązową częścią środkową. Pokrywy mają tło pomarańczowe, czerwone lub brązowawe. Czasem występują na nich ciemniejsze plamy, zwłaszcza u populacji z północy zasięgu. Przedpiersie ma silne listewki boczne na wyrostku międzybiodrowym. Odnóża środkowej i tylnej pary mają po dwie ostrogi na goleni. Pazurki stóp mają wcięcia. Genitalia samca są symetrycznie zbudowane.

## Ekologia i występowanie
Owady dorosłe są aktywne głównie od maja do sierpnia. Chętnie odwiedzają kwiaty surmii i hurm.
Gatunek nearktyczny. W Kanadzie znany jest z południowych części Alberty, Saskatchewan, Manitoby, Ontario i Quebecu oraz z Nowego Brunszwiku i Nowej Szkocji. W Stanach Zjednoczonych zamieszkuje Idaho, Montanę, Wyoming, Kolorado, Dakotę Północną, Dakotę Południową, Nebraskę, Kansas, Oklahomę, północny Teksas, Minnesotę, Iowę, Missouri, Arkansas, Luizjanę, Michigan, Wisconsin, Illinois, Indianę, Kentucky, Tennessee, Missisipi, Alabamę, Maine, Vermont, New Hampshire, Massachusetts, Nowy Jork, Rhode Island, Connecticut, Pensylwanię, New Jersey, Delaware, Maryland, Wirginię, Wirginię Zachodnią, Karolinę Północną, Karolinę Południową i Georgię.